# 池内恵
池内 恵（いけうち さとし、1973年9月24日 - ）は、日本のイスラム研究者。東京大学先端科学技術研究センター教授。イスラム政治思想を専門とし、日本における中東政治、中東地域研究の代表的研究者の一人。父は独文学者の池内紀、叔父は天文学者の池内了。

## 経歴
東京都出身。1992年3月、東京都立国立高等学校卒業。1996年3月、東京大学文学部思想文化学科イスラム学専修課程卒業。1998年3月、東京大学大学院総合文化研究科地域文化研究専攻修士課程修了。2001年3月、同専攻博士課程単位取得退学。
2001年4月、日本貿易振興会アジア経済研究所研究員。2003年10月、日本貿易振興機構アジア経済研究所地域研究センター研究員。
2004年4月、国際日本文化研究センター助教授。2007年4月、同准教授。
2007年12月から2008年3月まで、アレクサンドリア大学客員教授。
2008年10月、東京大学先端科学技術研究センター（RCAST）准教授。
2009年10月から12月まで、ウィルソン・センター研究員（Japan Scholar）。
2010年4月、ケンブリッジ大学クレアホール客員フェロー、ケンブリッジ大学政治国際学部客員研究員。
2018年10月、東京大学RCAST教授。

## 受賞歴
- 2002年 - 第2回大佛次郎論壇賞（『現代アラブの社会思想』）
- 2006年 - 第5回毎日書評賞（『書物の運命』）
- 2009年 - サントリー学芸賞（『イスラーム世界の論じ方』）
- 2015年 - 第69回毎日出版文化賞（『イスラーム国の衝撃』）
- 2016年 - 第12回中曽根康弘賞(優秀賞)

## 著書

### 単著
- 『現代アラブの社会思想――終末論とイスラーム主義』（講談社現代新書、2002年）ISBN 978-4061495883
- 『アラブ政治の今を読む』（中央公論新社、2004年）ISBN 978-4120034916
- 『書物の運命』（文藝春秋、2006年）ISBN 978-4163680606
- 『イスラーム世界の論じ方』（中央公論新社、2008年）
  - 増補新版『イスラーム世界の論じ方』（中央公論新社、2016年）ISBN 978-4120048340
- 『中東 危機の震源を読む』（新潮選書、2009年）ISBN 978-4106036439
- 『イスラーム国の衝撃』（文春新書、2015年）ISBN 978-4166610136
- 【中東大混迷を解く】
  - 『【中東大混迷を解く】サイクス・ピコ協定　百年の呪縛』（新潮選書、2016年）ISBN 978-4106037863
  - 『【中東大混迷を解く】シーア派とスンニ派 』（新潮選書、2018年）ISBN 978-4106038259
- 『「アラブの春」とは何だったのか』（東京大学出版会、2018年）ISBN 978-4130331043

### 解説等
中東政治全般
- 『外交』掲載論文「『ポストISIL』に潜む新たな混迷」Vol. 46, 2017年11月。
- 「中東に見る『国民国家』再編の射程」　Vol.37, 2016年5月。
- 「中東の地政学的変容とグローバル・ジハード論」Vol.28, 2016年11月。
- 「アル・カーイダの夢ー2020年世界カリフ国家構想」Vol.23, 2014年1月。
- 「イスラム成立とオスマン帝国崩壊　影響与え続ける「初期イスラム」現代を決定づけたオスマン崩壊」『週刊エコノミスト』2014年11月11日号
- 《アラブの春５年　独裁崩壊の代償》「アラブの混乱　地域分裂、危機は深まる 」『毎日新聞』2016年1月15日朝刊
- 「米トランプ大統領のエルサレム首都認定宣言」「中東協力センターニュース」2018年1月号

ISISに関して
- イスラム国躍進の構造と力　『公研』2014年10月号 山形浩生との対話。
- 「イスラーム国」に共感する「大人」たち」『公研』2014年11月号。
- 「若者はなぜイスラム国を目指すのか」『文藝春秋』2014年12月号。
- 「イスラム国とは何か　判断材料にしてほしい」『読売プレミアム』2015年3月27日。
- 「分散化して生き延びるＩＳ　世界にジハードが広がる恐れも」e-World Premium, Vol. 28（2016年5月号）, 時事通信社。

　No.3783 2016年3月16日。「イスラム国」の実態は　中東の構造変化が背景 松尾博文　日本経済新聞（2016年12月5日）
井筒俊彦に関して
- 鼎談「我々にとっての井筒俊彦はこれから始まる　生誕一〇〇年　イスラーム、禅、東洋哲学・・・・・・」『中央公論』2014年4月号。
- 「井筒俊彦の主要著作に見る日本的イスラーム理解」『井筒俊彦』（KAWADE 道の手帖）2014年6月（初出は『日本研究』第36集、2007年9月[1]）
- 「言語的現象としての宗教」『月報　井筒俊彦全集　第12巻　アラビア語入門』慶應義塾大学出版会、2016年3月[1]

政治思想・国際政治
- ウォルター・ラッセル・ミード著「神と黄金」書評：「二十一世紀の『大きな話』、あるいは歴史を動かす蛮勇」（アステイオン８６「権力としての民意」特集巻2017年5月）
- 「グローバル・リスク分析」 ＰＨＰ総研グローバル・リスク分析プロジェクト
  - 2018年版
  - 2017年版
  - 2016年版
  - 2015年版
  - 2014年版
  - 2013年版
- 文藝春秋オピニオン論点100 
  - 2018年版「『イスラーム国』後の中東で表面化する競合と対立
  - 2017年版「テロの世界的拡散　その先には何があるのか」
  - 2016年版「『アラブの春』から『新しい中世』でせめぎ合う新冷戦へ」
  - 2015年版「『イスラーム国』とグローバル・ジハード」
- 「独裁国家の仕組み」『公研』2016年10月号　武内宏樹との対談

### 各国語による著作・論文
- Ikeuchi Laboratory　Religion and Global Security
- "Integrated studies of various facets of Security, searching for ways to overcome conflicts"
- PHP Global Risk Analysis 2018
- 그들은 왜 오렌지색 옷을 입힐까
- إرسال اليابان قوات للشرق الأوسط.. حماية للمصالح أم بحث عن نفوذ بمنطقة ملتهبة؟
- في تحليل لـ"ساتوشي إيكوتشي " الأستاذ في جامعة طوكيو، ومفكر وأستاذ قسم الأديان والأمن العالمي في مركز أبحاث العلوم والتكنولوجيا المتقدمة (RCAST)
- إسلام-الجيل-الثالث
- اليابان.. وأمن الطرق البحرية
- العرب واليابانيون.. والحاجة إلى تقارب ثقافي وسياسي
- تركيا.. والموقع في السِّياسة الدولية
- Istanbul Security Conference-2018
- INTERNATIONAL ORDER: THE PERSPECTIVES OF JAPAN AND TURKEY
- Spread of radical Islamic ideology cannot be stopped by force February 5, 2015  Nikkei Asian Review
- Impact of the Islamic State and Global Jihadism　October 23, 2017

### 翻訳
- ブルース・ローレンス『 「コーラン」名著誕生5』(ポプラ社、2008年) ISBN 978-4591099513
- ブルース・ローレンス『コーランの読み方 イスラーム思想の謎を解く』（ポプラ新社、2016年）ISBN 978-4-591-14964-5
- ジル・ケペル『中東戦記 ポスト9.11時代への政治的ガイド]』（講談社選書メチエ、2011年）ISBN 978-4062585101

## TV出演
- 「復活するアルカイダ　～テロへ向かう世界の若者たち～」クローズアップ現代＋、2014年4月24日。
- 「いま何が...　"イスラム国"勢力拡大のワケ」ＮＨＫ週刊ニュース深読み、2014年09月20日。
- 2015年3月12日「勢力拡大する『イスラム国』～日本へのテロの脅威は？」出演、BSジャパン『ニュース日経プラス10』
- 2015年3月22日「週刊BS-TBS報道部」に出演し、3月18日にチュニジアの首都・チュニスのバルド国立博物館で外国人観光客が武装した男2人組に襲われた事件などチュニジア分析を行う。
- テロ“拡散”時代　世界はどう向き合うか - NHKクローズアップ現代

## 主張

### イスラム思想
ズィンミー制度をはじめ、イスラームの暴力的な側面に極めて批判的である。従来、親イスラーム的学者たちによって擁護・賞賛されることの多かったズィンミー制度の本質を「異教徒に対する苛烈な差別、蔑視」であるとし、現代においてその有効性はすでに失われていると主張している。また、日本の研究者の多くは鈴木董のオスマン帝国におけるズィンミー制度の研究成果と見解を引用し、ズィンミー制度に高すぎる評価を下しているとしている。イスラーム教徒の一部に今なお残存するズィンミー制度適用への願望と、その優越性を主張する論理に対しては、「前近代の極端に宗教的に不寛容な時代、その中でも中世キリスト教世界との比較を中心としてイスラーム的寛容の優越性を主張しており、近現代の政教分離思想との比較に関しては政教分離すなわち反宗教主義と決め付け、文化多元主義・宗教間対話・宗教多元主義などは考慮に入れていない」と批判している。
日本のイスラーム研究は「イスラーム思想やイスラーム世界を過度に理想化」しており、「イスラーム的共存や寛容の存在とその優越性は、具体的事例が示されないまま、ほとんど自明のものとされている」として批判を行っている。
ジハード、またイスラーム共同体による過去の征服の過程の殺戮を「正しい宗教の拡大のためにおこなった正しい行い」として全面的に正当化し、他の宗教・思想のそれは批判するという一部のムスリムの思想に対しても批判を加えている。

### 時事
中東政治
サイクス＝ピコ協定は、第一次世界大戦後の中東に秩序を与え、それをもとに政治が行われたり、国民社会が形成され、国際関係が取り結ばれたと主張し、サイクス＝ピコ協定という外交文書やイギリス、フランスの帝国主義・植民地支配だけに、現在の中東諸問題の責任を帰する立場を批判している。
ISILによる日本人拘束事件に関して
2015年2月3日のブログ記事では「イスラム国」は日本の支援が「非軍事的」であることを明確に認識していると述べ、3月12日には本件検証委員会へ外部有識者として参画し、守秘義務のかかる非常勤の国家公務員としての辞令が菅官房長官より発令された。
西洋とイスラム
宇野重規との2016年9月の対談において、移民問題が焦点となったイギリスのEU離脱の是非を問う国民投票を入り口に、SNS時代の直接民主制の機能と限界、西洋近代が培ってきた普遍があまりに強固である場合、起源も歴史的な発展経路も異なるイスラムが有する別種の「普遍」を認識し、適切に対応するのが遅れることを指摘しつつ、対西欧で独自発展した日本の言論界がこの構造を明確に自覚できていないが故に内包する危うさについて述べた。
シャルリー・エブド事件に関して
2015年1月7日に発生したムハンマドの戯画を掲載したシャルリ・エブド紙社屋と編集記者を標的としたテロ事件を受け、月刊誌「ふらんす」特別編集による「シャルリ・エブド事件を考える」が白水社より出版され、ここに「自由をめぐる2つの公準」を寄稿した。
欧米リベラルのイスラーム理解
池内が翻訳を行い、日本では2008年に出版されたブルース・ローレンス「コーラン」の中での塩野七生との対談で、本書の中で「欧米のキリスト教徒に対して宥和的に議論した」論者であるワリス・ディーン・ムハンマドが重点的に取り上げられていることに疑問を呈しているが、コーラン、イスラーム教徒だけでなくキリスト教徒の観点を知る本として評価している。
イギリスの作家でキリスト教徒のカレン・アームストロングの著書『イスラームの歴史—1400年の軌跡』（中公新書、2017年）について「読んでいると現実が分からなくなる」と厳しく批判していたが、同時に「米国のリベラル派の宗教者がイスラーム教を無理やり自分の信仰と近いものとして理解し、であるがゆえに米国で広く受け入れられた、米国思想だと知っておけば、絶好のサンプルにはなります」と評している。

## 評価
塩尻和子は、池内のイスラーム批判は、クルアーンの中の一部の暴力的な文言だけを取り出し、イスラーム世界の現実において展開された諸宗教の共存や、聖書の中の暴力的文言を無視した不当なものであると批判している。
臼杵陽は、（池内の批判は）イスラーム原理主義はその隘路を「終末論」や「陰謀史観」で覆い隠そうとしていると主張しているが、実際にはアラブ世界の陰謀論を声高に宣伝する中東研究者はアメリカでもイスラエルでさえも少数派であり、それは日本研究者が日本における「トンデモ本」を日本の世論一般を代表するものとして取り上げて、それが日本の世論だと主張するような歪曲と大して変わらないと批判している。さらに、中東地域研究に携わる研究者であれば、池内の議論は池内がかなり恣意的にアラビア語の文献や資料を集めてきて陰謀論を軸に展開していると考えるだろうと主張している。また、池内の主張はネオコンであるダニエル・パイプスのような研究者の陰謀説と一致しており、池内は自らの「客観性」を標榜しながらもイスラーム世界全体が「陰謀史観とオカルト思想」で覆われているかのごとく描くことで、アメリカ政府の「対テロ戦争」遂行とそれを支持する日本政府に益する政策志向的な議論を展開する偏向した政治的立場を取っていると述べている。
山形浩生は、池内の著書『書物の運命』を「よい本なのに、タイトルで損をしている部分がかなりあると思う。単なる書評集として出したのは本書にとって必ずしも幸運なことではなかったんじゃないか。もっときちんとした論説として出すのがよかったんじゃないかとは思う。本当にサイード批判を読むべき人は、本書を見逃してしまう可能性大だと思うから。」と評している。